# Danuta Duś
Danuta Maria Duś (ur. 6 kwietnia 1943 w Kruszynie, zm. 24 lipca 2025) – polska farmakolożka, profesor, dyrektor Instytutu Immunologii i Terapii Doświadczalnej PAN (2011–2015).

## Życiorys
W 1968 r. ukończyła studia apteczne w Akademii Medycznej we Wrocławiu, w 1974 r. doktoryzowała się, w 1992 r. otrzymała habilitację za rozprawę Zmiany feneotypu komórki w procesie przemiany nowotworowej. W 2012 r. uzyskała tytuł profesora nauk biologicznych.
Została pracownikiem naukowym na Akademii im. Jana Długosza w Częstochowie.